# 嘆氣的亡靈想隱退 ～最弱獵人的最強隊伍育成術～
《嘆氣的亡靈想隱退 ～最弱獵人的最強隊伍育成術～》是槻影所撰寫的日本輕小說作品。改編電視動畫於2024年10月開始播放。

## 簡介
身為主角的克萊伊・安德里希是一名放棄夢想的青年。

基於某個契機，與五名兒時玩伴立志一同成為英雄（寶藏獵人）的克萊伊，不久後便察覺自己毫無這方面的才華，於是——含淚選擇放棄夢想。

但這個世界並沒有將他棄之於不顧。

——當初一同發誓要成為英雄的五名兒時玩伴，全都具備足以實現夢想的才華。

而且，這群兒時同伴不准主角獨自離去。
這是一部主角因為什麼都不會而被同伴們推舉為隊長，然後又被拖去一同冒險，結果不知不覺間被外界謠傳成當今第一高手，於是成天胃痛想吐的主角，只好設法回應旁人的期待，從頭到尾就是天大誤會的搞笑故事。

## 角色列表

### 初始的足跡（）（東立版漫畫中文譯名：起始的足跡）
戰團等級:6→7

成立時間:3年（本傳故事小說第1卷開始的3年前）
嘆氣的亡靈、
聖靈的御子、
黑金十字、
星之聖雷、
燈火騎士團。

初始的足跡是由這五支隊伍建立的戰團，

這五支隊伍被稱為初始的足跡的元老隊伍，

發起人為克萊伊・安德里希，

建立過程由西朵莉‧斯瑪特在這五支隊伍之中穿梭斡旋，

在所有隊伍的隊長都沒有意願擔任團長的情況下，作為發起人的克萊伊・安德里希被推舉為團長（master），

最後克萊伊・安德里希不顧反對聲音強行任命從維爾茲商會挖角來的基層人員愛娃‧廉菲德擔任副團長，並負責戰團的營運職。

初始的足跡團長（master）一職原則上類似榮譽職務，沒有太大的權限，戰團隊伍沒有義務遵從團長的指揮也可以拒絕團長的請託，除非願意自動遵從團長的指揮和接受團長的請託，定期會讓所屬戰團隊伍進行多數決投票選出團長，不過從戰團創立到現在為止的投票結果，團長一直是由克萊伊・安德里希擔任，沒有更換過。
克萊伊・安德里希（Cry・Andrich，聲：小野賢章；藤村鼓乃美（少年））
初始的足跡團長。參照克萊伊・安德里希。
愛娃・廉菲德（聲：大地葉）
初始的足跡副團長。參照愛娃・廉菲德。

#### 嘆氣的亡靈（）（東立版漫畫中文譯名：嘆息的亡靈）
《千變萬化》克萊・安東黎希（此為青文小說翻譯，東立版漫畫中文譯名：克萊伊‧安德里西）（Cry Andrich，聲：小野賢章；藤村鼓乃美（少年））
男性，人類，20歲，本作主角。
露希亞的義兄兼遠房親戚。
戰團初始的足跡發起人兼團長（Master）、
隊伍嘆氣的亡靈隊長（Leader）。
與亞克・羅丹合稱戰團兩大巨頭。
最年輕的等級8寶藏獵人，同時也是帝國僅有3位的等級8寶藏獵人其中之一。
從小和利茲、西朵莉、路克、露希亞、安瑟姆五位兒時玩伴立志成為等級10最強的寶藏獵人。
因為沒有寶藏獵人的天賦，怕拖累兒時玩伴，而一度想要放棄，後來經過路克的慰留，並以克萊伊沒有能勝任的職務為由，讓他成為隊長領導隊伍。
經過冒險後，克萊伊認為再這樣下去總有一天自己會丟掉小命，於是邀請四支前途無量的隊伍一同建立戰團，並尋找實力足以加入嘆氣的亡靈的新同伴，成立初始的足跡，並以經營戰團為由，成功避免去寶藏殿冒險。
去除寶具的力量，本身實力相當於0.7級的寶藏獵人，甚至不如一些普通人。但他的預感和作戰指揮的能力卻比一般人還要出色。
被認為是和亞克互相競爭下一屆最強的獵人，因此其他人還有分為克萊伊是下一屆最強的派系和亞克是下一屆最強的派系。
在武帝祭的時候，因為消耗完全部的結界戒，沒有保命的底牌，打算向敵方下跪磕頭求饒，結果不小心完全解放可以毀滅世界的寶具『大地之鍵』，而被敵方地下社會的邪惡組織『九尾的影狐』其中之一BOSS的『空尾』評價克萊伊不只是殘暴這種簡單的程度，認為克萊伊根本就是《魔王》，想要把一切消滅殆盡毀滅世界。
等級9的升級測驗中，與其他國家等級8的寶藏獵人《破軍天舞》凱撒、《夜宴祭殿》沙夜一起潛入空中都市科特進行攻略。成為『備用』亞里沙公主的護衛。以巧克力俘獲公主的心，教導公主「撒潑打滾」、「撒嬌」。在王位爭奪戰中，克萊伊在無意間使科特墜毀。
因為影響力太大（咒物事件、尤古朵拉、科特），成為第一位被探協緊閉處分的等級八。
- 獵人等級：8->9
- 封號：《千變萬化》
- 能力值

- 寶具 進化鬼面的能力評價

- 肌力：E-
- 敏捷：E-
- 體力：E-
- 魔力：E-
- 成長性：E-
- 幹勁：0
- 綜合評價：3分

- 空中都市科特的能力評價系統

- 綜合評價：4

《絕影》莉茲・斯瑪特（Liz Smart，聲：菲魯茲·藍）
女性，人類，20歲。
西朵莉的親姐姐，安瑟姆的親妹妹。
盜賊。
獵人等級：6
封號：絕影
蒂諾的師父，同時也是西朵莉的姐姐，有著小隊中異常火爆的個性以及容易與他人起衝突的性格，因而被分部長卡克稱為「瘋狗」，唯獨只願意服從克萊伊一個人的話。
在對弟子的教育上採取絕對斯巴達式，不僅不允許蒂諾在戰鬥中失手，更會在訓練時將她打到半死不活，亦曾教育她要對自己所迷戀的克萊伊「絕對服從」，和路克一樣因其性格缺陷升不上7級。
《窮兇惡極》西朵莉・斯瑪特（Sitri Smart，聲：小原好美）
女姓，人類，19歲。
莉茲和安瑟姆的親妹妹。
鍊金術師。
獵人等級：5→-5→2
封號：首屈一指
→（最低最悪）
莉茲的妹妹，同時也是肉體能力最弱的嘆靈成員（除克萊伊）。
與個性易怒的姐姐不同，有著沉穩內斂的個性，並經常包辦小隊成員的後勤工作。
然而，西朵莉本人卻有著相當怪異的道德觀，認為「罪犯受到報應是裡所應當的事」，因而曾經把南伊蘇戴利亞大監獄裡的多名罪犯拿來做人體實驗，並將他們的軀體融合後做成合成獸，取名「殺殺小弟（聲：古賀葵）」（是將能夠使用的人體素材拼接而成）。
外表溫和但卻是個瘋狂科學家，行事極其殘忍且不顧法律與道德約束，看到身材健壯者（合成獸材料）甚至還會感到異常興奮。
喜歡克萊伊，且希望自己能夠成為他的新娘，甚至為此還存了結婚資金（不過最後被花掉了）。
《千劍》路克・賽柯爾（聲：天崎滉平；古木望（少年））
男性，人類，20歲。
獨生子。
劍士
獵人等級：6
封號：千劍
沉迷於劍的戰鬥狂。盲信克萊一切說法，執行克萊所有胡亂指點的修行，由於剛成為寶藏獵人時克萊為了避免他持真劍時誤傷他人，隨口編造「不用劍也能打倒敵人才更帥」，一直使用木刀為武器，和莉茲一樣因其性格缺陷升不上7級。
《萬象自在》露希亞・羅傑（Lucia・Rogier，聲：古賀葵）
女性，人類，19歲。
克萊伊的義妹兼遠房親戚。
魔導師。
獵人等級：6
封號：萬象自在。
在懂事前就失去親人，被遠房親戚的安德里希家收養，曾經有一段時間叫露希亞・安德里希，但因為某種原因改回自己的舊姓羅傑。雖然經常抱怨但對克萊的任性要求如：補充大量寶具魔力、開發克萊妄想中的魔法等無一不應，喜歡克萊伊(但她打死不承認)。擁有隊伍第一的轟炸火力，負責抑止失控爆走的路克。
《不動不變》安瑟姆・斯瑪特（聲：杉田智和；森千早都（少年））
男性，人類，22歲。
莉茲和西朵莉的親哥哥。
守護騎士
獵人等級：7
封號：不動不變
在惡名昭彰的成員中唯一被一致讚揚人品高潔、被史威評為「絕不允許一切不公不義」的男人。職責為坦克與治癒師，身形巨大，所屬教會甚至為其重建教堂以容納他進入。據說他有一個和他身高差距很大的女友。唯一的缺點是非常寵愛兩位妹妹，因此知曉西朵莉為南伊蘇戴利亞大監獄集體逃獄事件主犯時並未有任何動作。
《放浪》艾莉莎・貝克
女性，沙漠精靈人。
本傳故事開始的一年多前在克萊的邀請下加入嘆氣的亡靈，本身具有能感知危險的能力。
盜賊。
獵人等級：6
封號：放浪
蒂諾・薛德（Tino Shade，聲：久保田未夢）
遊蕩者
猎人等级lv4
絕影的弟子、「嘆氣的亡靈」候補成員。 初始足跡中遭受“千之試煉”次數最多的頭號被害人（全體公會成員認證）。
愛娃・廉菲德（聲：大地葉）（東立版漫畫中文譯名：艾法・蓮西德）
初始的足跡副團長兼團長秘書。
塔莉亞·威德曼（聲：上田麗奈）
初始的足跡的煉金術師。
猎人等级lv3

#### 聖靈的御子（）（東立版漫畫中文譯名：聖靈的皇子）
《銀星萬雷》亞克・羅丹（聲：福山潤）
男性，人類。
魔法劍士。
獵人等級：7
封號：銀星萬雷
勇者一族，等級10獵人《勇者》索里斯・羅丹的後裔。
戰團初始的足跡元老成員兼第二把交椅、
隊伍聖靈的御子隊長。
與克萊伊・安德里希合稱戰團兩大巨頭。
擁有一對一單挑戰勝嘆氣的亡靈除了克萊伊以外成員的強大實力。
被認為是和克萊伊互相競爭下一屆最強的獵人，因此其他人還有分為克萊伊是下一屆最強的派系和亞克是下一屆最強的派系。
悠烏・席拉奇（聲：森千早都）
女性，人類。
神官。
獵人等級：5
伊莎貝拉・梅爾尼斯（聲：佐伯伊織）
女性，人類。
魔導師。
獵人等級：6
亞梅兒・赫斯推姆
女性，人類。
劍士
獵人等級：6
貝涅妲・雷姆（聲：古木望）
女性，人類。
盜賊。
獵人等級：6

#### 黑金十字（，くろがねじゅうじ）
《嵐撃》史威・漢葛（聲：木村良平）
男性，人類。
射手。
獵人等級：6
戰團初始的足跡元老成員、
隊伍黑金十字隊長。對於克萊伊・安德里希的預感每次都會相信，並認為克萊伊・安德里希一定會預知、或是知道很多情報，只是他都不講。
亨利克・荷夫紐（聲：伊藤昌弘）
男性，人類。
治療術師。
瑪蓮妲（聲：藤村鼓乃美）
魔導士。

#### 星之聖雷（）
拉碧絲・佛葛爾（聲：白石晴香）
女性，精靈人。
獵人等級：6
戰團初始的足跡元老成員、
隊伍星之聖雷隊長。
庫琉絲・亞爾根（聲：芹澤優）
魔导师。

#### 燈火騎士團（）
金剛院燈火
女性，人類。
戰團初始的足跡元老成員、
隊伍燈火騎士團隊長。

### 魔杖（）
《深淵火滅》羅潔瑪莉・普洛波斯
女性，人類。
帝國僅有3位的等級8寶藏獵人其中之一。
戰團魔杖團長（master）。
克萊伊稱其為易燃老太婆並相當畏懼她，不過羅潔瑪莉本人相當欣賞肯定這個20歲就跟她同樣是等級8的克萊伊。

### 霧之雷龍（）
《豪雷破閃》阿諾德・黑爾（聲：稻田徹）
霧之雷龍團長。
獵人等級：7
艾伊·拉里亞（聲：赤澤涼太）
霧之雷龍副團長。
盜賊。
獵人等級：5

### 嘆氣的惡靈（）
《千天萬花（自稱）》克萊希·安德里希
《絕景（自稱）》伊莉莎白·斯邁特
人稱：茲莉。
《先見（自稱）》克路·賽柯
《最低山脈（自稱）》庫特莉・斯邁特

### 九尾的影狐（）
空尾（kuubi）
地下社會的邪惡組織『九尾的影狐』其中之一的BOSS，男性。
擁有不亞於等級10獵人的強大實力，在BOSS中以冷酷的現實主義和謀略聞名。
本來計畫在武帝祭利用毀滅世界的寶具『大地之鍵』進行威懾，脅迫各個國家臣服『九尾的影狐』，得以進行『九尾的影狐』終極目的，文明的破壞與再生，進而掌控世界，但是『大地之鍵』提前被克萊伊陰錯陽差的截胡並落入其手中。
在武帝祭的時候，由於克萊伊為了向空尾下跪磕頭求饒不小心完全解放『大地之鍵』，由於『九尾的影狐』的目的是文明的破壞與再生進而掌控世界而非毀滅世界，迫使空尾不得不上前壓制『大地之鍵』的力量，並以一己之力壓制35%的力量，爭取到許多時間，讓在武帝祭現場的魔導師得以聯合起來壓制剩下65%的力量，使『大地之鍵』的破壞沒有擴散，僅侷限在破壞完武帝祭現場。
由於克萊伊的瘋狂行為，空尾評價克萊伊不只是殘暴這種簡單的程度，認為克萊伊根本就是《魔王》，想要把一切消滅殆盡毀滅世界。
最後計畫以失敗告終，空尾還被當成發動『大地之鍵』的罪魁禍首，替克萊伊背黑鍋，被『九尾的影狐』其餘BOSS視為超級激進派，認為空尾的行為已經危害到組織，空尾還被組織另一位BOSS劍尾追殺，並被打敗然後被劍尾送到空中都市科特關押監禁。
劍尾（kenbi）
地下社會的邪惡組織『九尾的影狐』其中之一的BOSS，女性，與初始的足跡的元老成員燈火騎士團隊長金剛院燈火來自同一個故鄉。。
擁有不亞於等級10獵人的強大實力，在BOSS中以最頂尖的戰力和殺傷力聞名。
不擅長謀略和思考，標準的武鬥派，劍術奇才，憑藉著一把劍當上BOSS的超人，僅憑蠻力無法解決的障礙硬是用蠻力想辦法解決，因此純粹的戰力和殺傷力是組織中最強的，這也是劍尾在重視謀略和隱密的『九尾的影狐』中能得到認可的原因。
在小說第七卷中誤以為空尾是發動『大地之鍵』的罪魁禍首，認為空尾的行為已經危害到組織，親自前去肅清空尾，並將空尾打敗送到空中都市科特關押監禁。
在科特事件中與沙夜戰鬥落敗，事件結束後遭逮捕。

### 探索者協會
《戰鬼》伽刻・威爾達（聲：大塚明夫）
協會帝都分會會長
前猎人等级lv7。
凱娜・諾絲（聲：道井悠）
協會帝都分會副會長，能一隻手壓制暴怒中的會長。
可蘿伊·韋爾達（聲：天野聰美）
協會帝都分會的職員，是伽刻・威爾達的外甥女。

### 其他
基爾伯特・布修（聲：前田誠二）
獵人等級4，很有才華。
露妲・倫貝克（聲：關根明良）
是個獵人等級3的獨行獵人，經歷不深的19歲女性盜賊。
葛雷格・桑基夫（聲：關幸司）
獵人等級4，身材高大，但有謹慎的性格。
諾特・科古雷亞（聲：松山鷹志）
在魔法協會「空界之塔」帝都分部研究所長。被稱為「大賢者」的魔導師和錬金術師。
索菲亞・黑拉克（聲：上田麗奈）
在魔法協會「空界之塔」帝都分部的錬金術師，諾特的首席弟子，實為西朵莉以塔莉亞的外貌在空界之塔的臥底身份。
艾珂蕾兒・格拉迪斯（聲：菱川花菜）
傑柏迪亞帝國貴族格拉迪斯伯爵的千金，10歲。
萊爾·西蒙、祖羅、狼騎士（聲：下崎紘史）
獵人等級5，初始足跡的獨行獵人
《勇者》索里斯・羅丹
人類，男性。
亞克・羅丹的祖先。
等級10的寶藏獵人。
當時等級10的寶藏殿【星神殿】顯現於現今帝都附近，寶物殿的BOSS異星之神將方圓千里化為焦土，當時傑柏迪亞帝國當代皇帝動員全國的力量也奈何不了，最後由索里斯前去挑戰並將其討伐。
當代皇帝對索里斯相當讚賞，並欲幫他加官進爵，不過索里斯堅稱自己只是一介寶藏獵人而婉拒了，於是皇帝大讚索里斯那謙虛的態度可謂寶藏獵人的楷模，便將「勇者」之名這個頭銜賦予索里斯和羅丹家。從此以後，傑柏迪亞帝國境內只有羅丹一族才有資格以勇者之名自居。
索里斯・羅丹是個在各方面都無所不能的萬能英雄，因此繼承其血脈的世代子孫在各種專業領域中都極具天分。
飲料
初始的足跡的寵物。
《破軍天舞》凱撒・齊格爾德
人類，男性。
等級8獵人。
現在與克萊伊、沙夜一起參加等級9的升級測驗，並潛入空中都市科特進行攻略。
- 空中都市科特的能力評價系統

- 綜合評價：12230

《夜宴祭殿》沙夜・克羅米茲
人類，女性。
等級8獵人。
現在與克萊伊、凱撒一起參加等級9的升級測驗，並潛入空中都市科特進行攻略。
- 空中都市科特的能力評價系統

- 綜合評價：略高於5500

## 用語
魔力元素
充滿在世界中的一種力量。
沿著地脈的走向在世界循環，
當累積到一定程度的量時會生成寶藏殿、寶具、幻影等，
並具有強化所積蓄的生物能力的特性。
寶藏殿
世界中散布著的魔力元素因為某種原因，
在高濃度的場所顯現出來的「限定的異世界」，
現在已經滅亡的文明和稀有的自然現象等等以「世界根源的記憶」為基礎提取的信息所形成出來的，
包括了塔、城堡、森林、沙漠、地下迷宮等呈現出多樣化的形態，
和寶藏殿一同在內部生成的寶具，
吸引了許多寶藏獵人，
但是同樣在內部生成的幻影和喜歡濃密魔力元素場所的魔物等也棲息在其中，
是一個危險的地方。
寶具
和寶藏殿一樣，由魔力元素和世界的記憶創造出來稀有的物品。
這些物品是過去某個時刻在某個地方存在過的，很多現代文明無法再現的物品。
這些物品具有發射魔法子彈、設置結界、在空中飛行等各種能力，
但明顯的忽視安全性，存在實用性的問題，或者觸犯法律。
強大的物品往往價值昂貴，
由於需要消耗大量魔力，
即使是熟練的寶藏獵人也很少擁有多個寶具。
幻影（幻影）
與寶藏殿一同誕生的實體幻象。
這是一種攻擊前來寶藏殿的人的危險存在，
但是它的身體是由魔力元素構成，
離開寶藏殿後無法長期存在。
寶藏獵人
探索寶藏殿，獲得其中產出的稀有寶具以此為生的人們。
通過吸收寶藏殿中充滿高濃度魔力元素的方法，使自己擁有強健的身體。
成為高級獵人後，便能展現超乎常人的力量。
依照職責需求，存在各種不同的職業，如劍士、盜賊等等。
獵人等級上限為10級，探索者協會根據當事人的功績賦予等級。基本上等級越高，就越難提升。另外等級越高獨行獵人的比例也會逐漸偏高。
- 根據統計，有7成的寶藏獵人這輩子就只能升到等級3，因此達到等級3的寶藏獵人能夠證明具有中堅水準的實力與功績。[18]
- 生存下來累積經驗和功績能達到等級4，這是普通才能的寶藏獵人能夠到達的極限。[19]
- 擁有優秀才能的寶藏獵人能達到等級5[19]，同時等級5以上的寶藏獵人擁有創建戰團的權利。[20]
- 如果運氣也兼具的寶藏獵人就能達到等級6，能夠由探索者協會分部自由認證的等級就到此為止。[19]
- 從等級7開始升級標準要求越來越嚴苛，個人的信賴度、人品等等也是要求項目，即使才華、運氣、功績兼具的等級6寶藏獵人，如果個人的信賴度和人品不夠，也很難達到等級7。[19]
- 等級8的寶藏獵人在全世界也是極少數，[21]從等級8開始能夠參加升級測驗的前提條件也完全保密了[19]，同時等級8是各地區的探索者協會分部能夠認證的等級極限，在這之上的等級9和等級10的升級認證必須召集全世界各地分部在總部一同開審查會。[22]
- 目前等級9的寶藏獵人在全世界也僅有12人。[23]，等級9的升級認證為一年一次，會在探索者協會總部，召集全世界各地分部以及全世界各國的重量級人物一同開審查會，首先該地區的探索者協會分部長要先向探索者協會總部申請，接著該名等級8的寶藏獵人和分部長必須前往總部進行第一階段的審查會，第一階段的審查會必須獲得全部的贊同票才能進行第二階段的升級測驗。
- 目前等級10的寶藏獵人在全世界更僅有3人，跟等級9的升級認證一樣，第一階段的審查會必須獲得全部的贊同票才能進行第二階段的升級測驗，不同於等級9的升級認證，等級10的升級認證非常特殊，只要無法一次通過，一輩子都只能止步於等級9，無法再次進行等級10的升級認證。[21]
- 另外也有像是西朵莉•斯瑪特因為懲罰調降評鑑的等級至-5的案例，因為已經知道實力，所以再次進行升級認證的時候，不同一般的升級途徑，會進行特別的測驗，是跟心理測驗有關。[24]

探索者協會
管理寶藏獵人的組織，通稱「探協」。
除了剛開始為寶藏獵人提供各種支援業務之外，
還負責管理寶藏殿等級和獵人等級的認證等等和獵人相關的事務。
隊伍
由多名寶藏獵人組成，平時會一起行動的組織就叫做隊伍。
經驗豐富的寶藏獵人若能加入成員眾多的隊伍，探索時所承受的風險，將遠比獨自一人行動少上許多。
隊伍人數的下限至少一人，沒有上限，普遍來說由五至六人組成一隊會最為恰當。
戰團
由複數隊伍集結成立的組織便是戰團。
等級5以上的寶藏獵人，擁有創建戰團的權利，多數情況下是由退役的獵人為了培養後進而建立的。
創立戰團的目的，諸如共享情報、轉借道具、隊員不足可以臨時借人幫忙，還有聯手挑戰高難度的寶藏殿。
若想順利在寶藏獵人業界闖蕩，這類門路是不可或缺的。
另外隊伍是至少一人即可滿足條件，雖然只有隊伍能加入戰團，但若能夠以個人名義的隊伍在探協登記成功，還是可以加入戰團。
封號
在寶藏獵人的業界裡，探協會賦予封號給功績優異或名聲響亮的寶藏獵人。
順便藉此在寶藏獵人之間，打造出類似偶像的存在。
儘管封號並不能給人帶來實質上的好處，但對寶藏獵人來說是一種無上的榮耀。
獲頒封號之人屈指可數。除了必須從寶藏獵人中脫穎而出，還得攻略過無數寶藏殿才有獲得封號的資格。
黃金世代
等級10——全世界僅僅只有三位的最頂級寶藏獵人，冠以最強之名的艾克席德•齊肯斯；勇者一族、《勇者》索里斯・羅丹後裔、世人譽為繼承勇者衣缽的少年英雄、率領《聖靈的御子》的《銀星萬雷》亞克•羅丹；頂尖戰團《初始的足跡》創始者、《嘆氣的亡靈》隊長、神機妙算的克萊伊・安德里希。
黃金世代——
上述兩位寶藏獵人在帝都橫空出世後，彷彿被他們那身耀眼氣質與璀璨星辰般的驚天才華所吸引，接連出現許多才華洋溢的年輕寶藏獵人，於是探索者協會便以此稱呼來形容這個世代。

## 出版書籍

### 輕小說
| 卷數 | 微雜誌社       | 微雜誌社               | 青文出版社    | 青文出版社             |
| 卷數 | 發售日期       | ISBN                   | 發售日期      | ISBN                   |
| ---- | -------------- | ---------------------- | ------------- | ---------------------- |
| 1    | 2018年8月30日  | ISBN 978-489-63-7813-9 | 2022年8月15日 | ISBN 978-626-32-2756-9 |
| 2    | 2019年1月30日  | ISBN 978-489-63-7852-8 | 2023年6月19日 | ISBN 978-626-34-0918-7 |
| 3    | 2019年8月30日  | ISBN 978-489-63-7912-9 | 2023年9月13日 | ISBN 978-626-36-2305-7 |
| 4    | 2020年1月30日  | ISBN 978-489-63-7974-7 | 2025年4月2日  | ISBN 978-626-42-2347-8 |
| 5    | 2020年8月31日  | ISBN 978-486-71-6047-3 |               |                        |
| 6    | 2021年2月27日  | ISBN 978-486-71-6113-5 |               |                        |
| 7    | 2021年8月30日  | ISBN 978-486-71-6174-6 |               |                        |
| 8    | 2022年2月28日  | ISBN 978-486-71-6256-9 |               |                        |
| 9    | 2022年10月28日 | ISBN 978-486-71-6357-3 |               |                        |
| 10   | 2023年5月30日  | ISBN 978-486-71-6428-0 |               |                        |
| 11   | 2024年2月29日  | ISBN 978-486-71-6539-3 |               |                        |
| 12   | 2024年9月30日  | ISBN 978-4-86716-638-3 |               |                        |

### 漫畫
| 卷數 | KADOKAWA       | KADOKAWA               | 東立出版社    | 東立出版社             |
| 卷數 | 發售日期       | ISBN                   | 發售日期      | ISBN                   |
| ---- | -------------- | ---------------------- | ------------- | ---------------------- |
| 1    | 2019年10月26日 | ISBN 978-404-91-2839-0 | 2023年4月14日 | ISBN 978-957-26-9297-4 |
| 2    | 2020年3月27日  | ISBN 978-404-91-3116-1 | 2025年7月3日  | ISBN 978-626-02-4499-6 |
| 3    | 2020年8月26日  | ISBN 978-404-91-3350-9 |               |                        |
| 4    | 2021年2月27日  | ISBN 978-404-91-3652-4 |               |                        |
| 5    | 2021年9月27日  | ISBN 978-404-91-3980-8 |               |                        |
| 6    | 2022年5月27日  | ISBN 978-404-91-4314-0 |               |                        |
| 7    | 2022年11月25日 | ISBN 978-404-91-4736-0 |               |                        |
| 8    | 2023年8月25日  | ISBN 978-404-91-5223-4 |               |                        |
| 9    | 2024年2月26日  | ISBN 978-404-91-5552-5 |               |                        |
| 10   | 2024年9月27日  | ISBN 978-404-91-5990-5 |               |                        |
| 11   | 2025年4月25日  | ISBN 978-404-91-6458-9 |               |                        |

## 電視動畫
2024年2月20日宣布改編成為動畫，並於2024年10月到12月播出。播完第1期後宣布製作第2期。

#### 製作人員
- 原作：槻影[4]
- 人物原案：Chico [4]
- 導演：高田真宏[4]
- 系列構成、劇本：白根秀樹 [4]
- 人物設定、總作畫監督：五十內裕輔、藤崎真吾[4]
- 美術監督：對馬里紗（草薙） [4]
- 美術設計：多田周平（草薙）[4]
- 色彩設計：古川篤史[4]
- CG導演：伴善德[4]
- 攝影監督：田中浩介[4]
- 剪輯：宇都宮正記[4]
- 音響監督：高田真宏[4]
- 音樂：佐高陵平（日语：佐高陵平） [4]
- 音樂製作：Avex Pictures [4]
- 動畫製作：ZERO-G [4]
- 製作：「嘆氣的亡靈」製作委員会

#### 主題曲
片頭曲

演唱：Lezel，作詞，作曲：松隈ケンタ，編曲：SCRAMBLES。
第13話為片尾插入。
片尾曲
Scream 
演唱：P丸樣，作詞、作曲、編曲：匹諾曹P。
第13話為劇中插入。

#### 各話列表
| 第1話  | 今天想就這樣回去了     | 白根秀樹 | 高田真宏 | 志賀岳                     | 五十內裕輔                                                                                            | 五十內裕輔                     | 2024年 10月1日 |
| 第2話  | 想交給蒂諾然後輕鬆過活 | 白根秀樹 | 岩永大慈 | 近藤拓彌                   | 東出太、中原清隆 慧敏、明光                                                                           | 中原清隆                       | 10月8日        |
| 第3話  | 想試著在空中直線飛行   | 石橋大助 | 松尾慎   | 戶田武志                   | 河野栞、鈴木美音織                                                                                    | 阿部智之                       | 10月15日       |
| 第4話  | 神秘假面想戰鬥         | 白根秀樹 | 奥澤昭裕 | 清水翔吾 內堀雅人 高田真宏 | 樫內乃惠子、權容祥、Kwon EunJoo Kim sunmi、Kim Jina、Song JoonYoub Lee Minji、Lee Yerin、Hwang SuBeen | 中原清隆 KIM HanJu Song Jiyeon | 10月22日       |
| 第5話  | 想全部交給亞克處理     | 石橋大助 | 西森章   | 志賀岳                     | 牧野大輔                                                                                              | 五十內裕輔                     | 10月29日       |
| 第6話  | 想不負責指揮繼續睡覺   | 佐多賢人 | 岩永大慈 | 淺見隆司                   | 河野栞、鈴木美音織                                                                                    | 阿部智之                       | 11月5日        |
| 第7話  | 空界之塔想實驗         | 高田真宏 | 松尾慎   | 志賀岳                     | 皆川裕輝、下谷美保                                                                                    | 五十內裕輔                     | 11月12日       |
| 第8話  | 想等結束時在趕過去     | 白根秀樹 | 淺見隆司 | 岩永大慈                   | 河野栞、鈴木美音織                                                                                    | 阿部智之                       | 11月19日       |
| 第9話  | 想傳達愛與和平         | 白根秀樹 | 松尾慎   | 李東益                     | 廣瀨督、權恩珠、金仙渼 金、道林秀、宋俊曄 李敏智、李昭賢、柳然晙、黃秀嬪                              | 金漢柱 宋智軟 尹秀斌           | 11月26日       |
| 第10話 | 想在帝都擺架子         | 佐多賢人 | 岩永大慈 | 神崎                       | 權容祥、權恩珠、金仙渼 金、宋俊曄、李敏智 李昭賢、李睿潾、黃秀嬪                                      | 金漢柱 宋智軟 五十內裕輔       | 12月3日        |
| 第11話 | 霧之雷龍想復仇         | 石橋大助 | 淺見隆司 | 近藤拓彌                   | 鑫月、瑞木晶、廖家樂人 約拿單、孫仁義                                                                 | 中原清隆 柴田篤史              | 12月10日       |
| 第12話 | 可以的話想拿到         | 白根秀樹 | 岩永大慈 | 志賀岳                     | 下谷美保、皆川祐輝                                                                                    | 五十內裕輔                     | 12月17日       |
| 第13話 | 無論如何都想得標       | 白根秀樹 | 增田俊彥 | 神崎                       | 權恩珠、金仙渼、金 李敏智、李睿潾、黃秀嬪                                                             | 宋智軟 五十內裕輔              | 12月24日       |

### BD
| 卷數  | 發售日期      | 收錄話數       | 規格編號   |
| 第1期 | 第1期         | 第1期          | 第1期      |
| ----- | ------------- | -------------- | ---------- |
| 1     | 2025年1月29日 | 第1話 - 第6話  | EYXA-14565 |
| 2     | 2025年3月26日 | 第7話 - 第13話 | EYXA-14567 |

## 外部連結
- 官方網站（日語）
- 成為小說家吧連載網站（日語）
- ComicWalker連載網站（日語）
- Niconico靜畫連載網站（日語）
- 官方的X（前Twitter）（日語）
- 電視動畫官方網站（日語）